# Volvo V70 (2007)
La Volvo V70 III gen. è la terza generazione della Volvo V70, un'autovettura di fascia alta prodotta dal 2007 al 2016 dalla casa automobilistica svedese Volvo.

## Profilo e storia

### Genesi e debutto
Negli anni Duemila, la V70 di seconda generazione rappresenta la classica station wagon grande della casa di Göteborg. Essa, strettamente basata sulla Volvo S60 di prima generazione, da cui ne deriva non solo la struttura e il design, ma anche gli interni; tuttavia, complice la maggiore lunghezza, viene posizionata in un segmento superiore, andando a costituire quasi la variante station wagon, della berlina S80.
Con la nuova generazione di V70, la casa svedese ripensa la strategia di mercato. In particolare, infatti, la nuova S60 avrà una propria variante Station wagon, denominata V60, destinata a coprire il segmento D. Pertanto, la V70 di terza generazione viene pensata già nelle fasi di progetto come variante familiare della S80, nonostante l’incongruente denominazione. La nuova autovettura, dunque viene ingegnerizzata insieme alla variante berlina ed entrambe condividono la struttura, i motori, ma anche gli interni e le proposte commerciali. Mentre la berlina S80 viene presentata nel febbraio 2006, la nuova V70 viene presentata ufficialmente da Volvo un anno dopo, nel febbraio 2007 e commercializzata dal settembre dello stesso anno in Italia.

### Design e interni
Le linee esterne sono un profondo aggiornamento di quelle della serie precedente e ne mantengono molte delle caratteristiche peculiari. Inoltre, nonostante gli incrementi dimensionali, le proporzioni risultano sostanzialmente identiche mantenendo la riconoscibilità del modello. 
Il frontale, oltre alla classica mascherina Volvo, presenta i fari arretrati come nella precedente generazione. Anche la fiancata mantiene la caratteristica ‘spalla’ al di sotto della linea di cintura, anche se in questa generazione risulta meno marcata; inoltre, la finestratura è più ridotta rispetto al passato, soprattutto per la terza luce che risulta più corta. Nella parte posteriore, invece, vengono mantenuti sia il portellone non inclinato, sia i gruppi ottici sviluppati in verticale, anche se in questa generazione vengono parzialmente inglobati nel portellone.

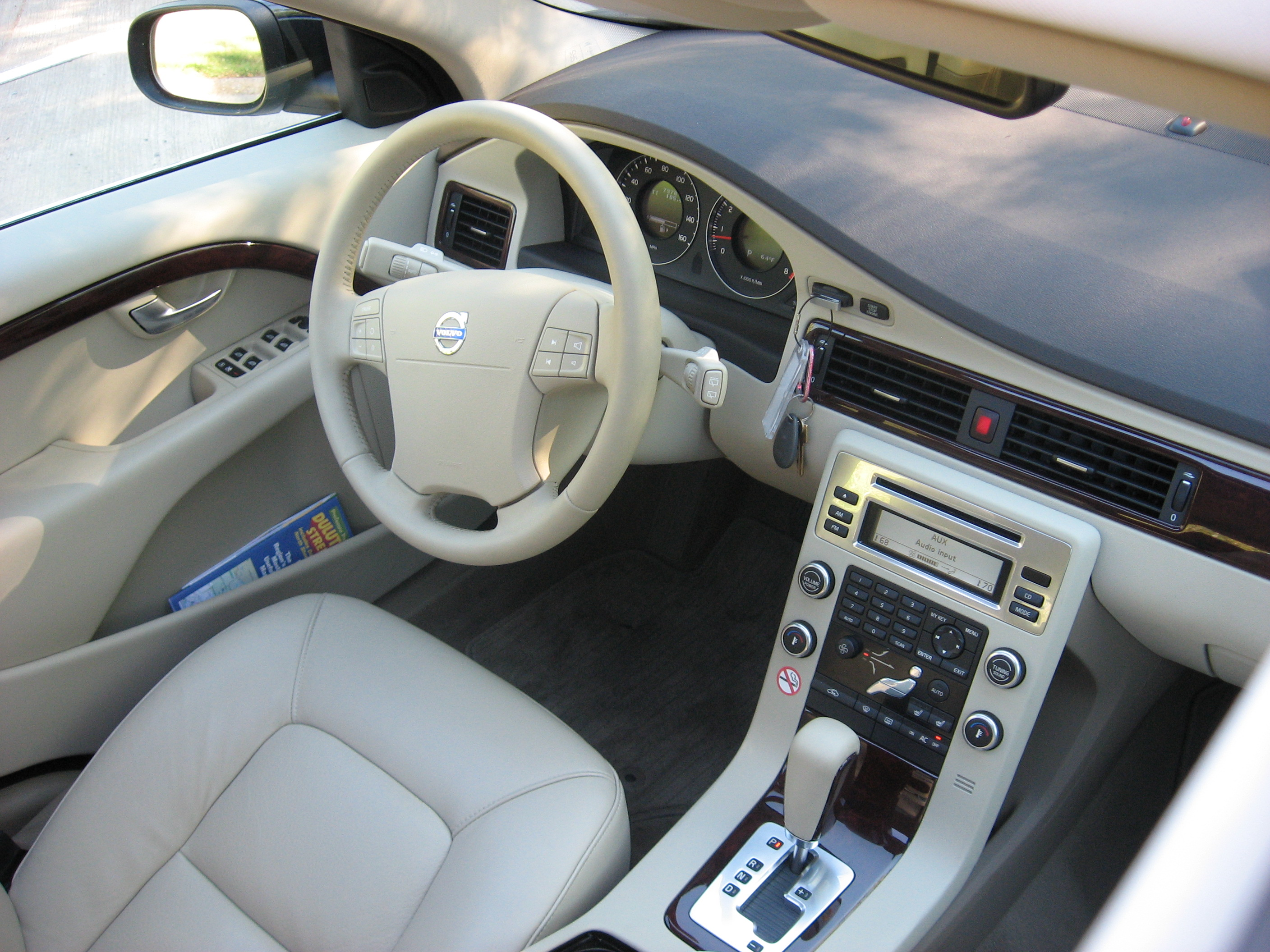
Interni della Volvo V70 III gen.

Anche gli interni vengono profondamente rivisti, mantenendo però l’impostazione della generazione precedente. L’effetto però è di una maggiore eleganza ottenuta grazie alla ricerca della pulizia formale. Ad esempio, la console centrale è molto minimale e quasi sospesa nella plancia, permettendo di ricavare un portaoggetti nella parte retrostante, inoltre a differenza della precedente V70 non è più inclinata verso il guidatore, ma perfettamente simmetrica. Anche il tunnel centrale è stato riorganizzato eliminando la leva del freno a mano e ricavando portaoggetti più generosi. Rimangono poi altri aspetti caratteristici del modello di precedente generazione come il monitor a scomparsa per il navigatore (optional) e numerosi accessori per aumentare il comfort e la funzionalità durante il viaggio (contenitori, reti, porta-borse…).
Inizialmente le versioni disponibili sono 3: Kinetic (con sedili in tessuto, cerchi in lega da 16 pollici, climatizzatore automatico a 2 zone, volante in pelle, finiture in alluminio), Momentum (con sedili in tessuto-pelle, cerchi da 17 pollici, particolari in tinta carrozzeria) e Summum (con sedili in pelle, finiture in legno, fari allo xeno).

### Struttura meccanica e motori
La terza generazione della Volvo V70 viene progettata sulla piattaforma P3. Essa, nota anche nome EUCD, rappresenta la piattaforma globale realizzata da Ford per le vetture medio-grandi e ha debuttato con la Volvo S80, da cui la V70 è strettamente imparentata. L’architettura è sostanzialmente simile a quella della precedente Volvo V70, quindi con motore anteriore trasversale e trazione anteriore. Vi è poi la possibilità di ottenere, per alcune versioni, la trazione integrale AWD e i cambi offerti sono sia manuali sia automatici (di origine Aisin).
A differenza delle precedenti generazioni, oltre al classico 5 cilindri Volvo, la gamma comprende anche altri tipi di motore a 4 o a 6 cilindri, che vengono mutuati da altre autovetture del gruppo Ford. Inizialmente, quindi, alle classiche unità Volvo derivate dalla precedente generazione, sono disponibili anche altre motorizzazioni. Per quanto riguarda i motori a benzina sono disponibili inizialmente un 5 cilindri 2.5 litri sovralimentato da 200cv e un 6 cilindri 3.2 litri da 238cv. Al vertice della gamma vi è un 6 cilindri 3.0 litri sovralimentato da 286cv (T6) disponibile unicamente con trazione integrale. Sul fronte diesel vi è il 5 cilindri 2.4 litri nelle varianti da 163cv e 185cv. Negli anni successivi, la gamma verrà ampliata anche con altre motorizzazioni. In particolare si segnala l’abbandono da parte di Volvo delle versioni bifuel, disponibili per la generazione precedente, ma vendute con scarso successo. Tuttavia, fanno la loro comparsa le motorizzazioni FlexiFuel (indicate con lettera F), che possono essere alimentate anche a bioetanolo E85.
Come di consueto per la casa di Göteborg,grande attenzione viene posta dal punto della sicurezza, con ABS, airbag frontali,  laterali (SIPS) e a tendina, controllo di stabilità e trazione (DSTC), sistema di protezione contro il colpo di frusta (WHIPS) e luci di stop adattive di serie per tutta la gamma. Inoltre grandi progressi vengono introdotti per quanto riguarda la sicurezza attiva: ad esempio la V70 può essere equipaggiata con il sistema BLIS per il monitoraggio dell’angolo cieco e con il cruise control adattivo. Nel 2007 Euro NCAP ha valutato la V70 assegnandole 5 stelle su 5 per la protezione degli occupanti adulti. La V70 ha ottenuto 15 punti su 16 nel test frontale, 16 su 16 nel test laterale, e 1 su 2 nel test del palo per improprio dispiegamento dell'airbag a tendina sia nella prova originale che nella ripetizione. Alla V70 sono stati assegnati altri 2 punti su 3 per i promemoria delle cinture di sicurezza. La V70 ha ricevuto un totale di 34 punti su 37 e quindi cinque stelle (33-37) nella valutazione di EuroNCAP. 

### Evoluzione
Verso la fine del 2007, la gamma si amplia verso il basso con l’introduzione di motorizzazioni 2.0 litri a 4 cilindri di origine Ford. In particolare, si tratta di un 4 cilindri 2.0 litri a benzina da 145cv (non disponibile in Italia all’esordio) e di un 4 cilindri 2.0 litri diesel di origine Ford-PSA da 136cv.
Nel 2008 viene presentata la variante FlexiFuel del motore 2.0 a benzina da 145cv, che può funzionare sia a benzina sia a bioetanolo E85. Viene realizzata anche la variante FlexiFuel per il motore 2.5 sovralimentato nella versione da 200cv.
Nel 2009 vengono presentati numerosi aggiornamenti dal punto di vista dei motori. Nell’ottica di proporre una versione a ridotto impatto ambientale viene presentata la V70 DRIVe, che però non è disponibile in tutti i mercati. Il motore è lo stesso motore diesel da 1,6 litri delle C30, S40 e V50 DRIVe con una potenza di 109cv e una coppia di 240 Nm. Volvo ha dichiarato per questa versione un consumo di oltre 20 km/l grazie anche a prese d'aria tappate e carrozzeria ribassata per ottenere una minore resistenza all'aria, pneumatici con minore resistenza al rotolamento e rapporti del cambio più lunghi. Infine nello stesso anno viene rivisto il motore 2.4 litri diesel con un incremento di potenza: la versione da 163cv passa a 175cv, mentre la versione da 185cv passa a 205cv. Per quanto riguarda i motori a benzina, invece, il 2.5 litri sovralimentato passa a 231cv (anche per la variante FlexiFuel). Anche nel 2010 vi sono alcuni aggiornamenti ai motori: il T6 a benzina guadagna 19cv raggiungendo i 304cv mentre non è più a listino la variante depotenziata del 2.4 diesel, sostituita dal 2.0 litri 5 cilindri diesel da 163cv.

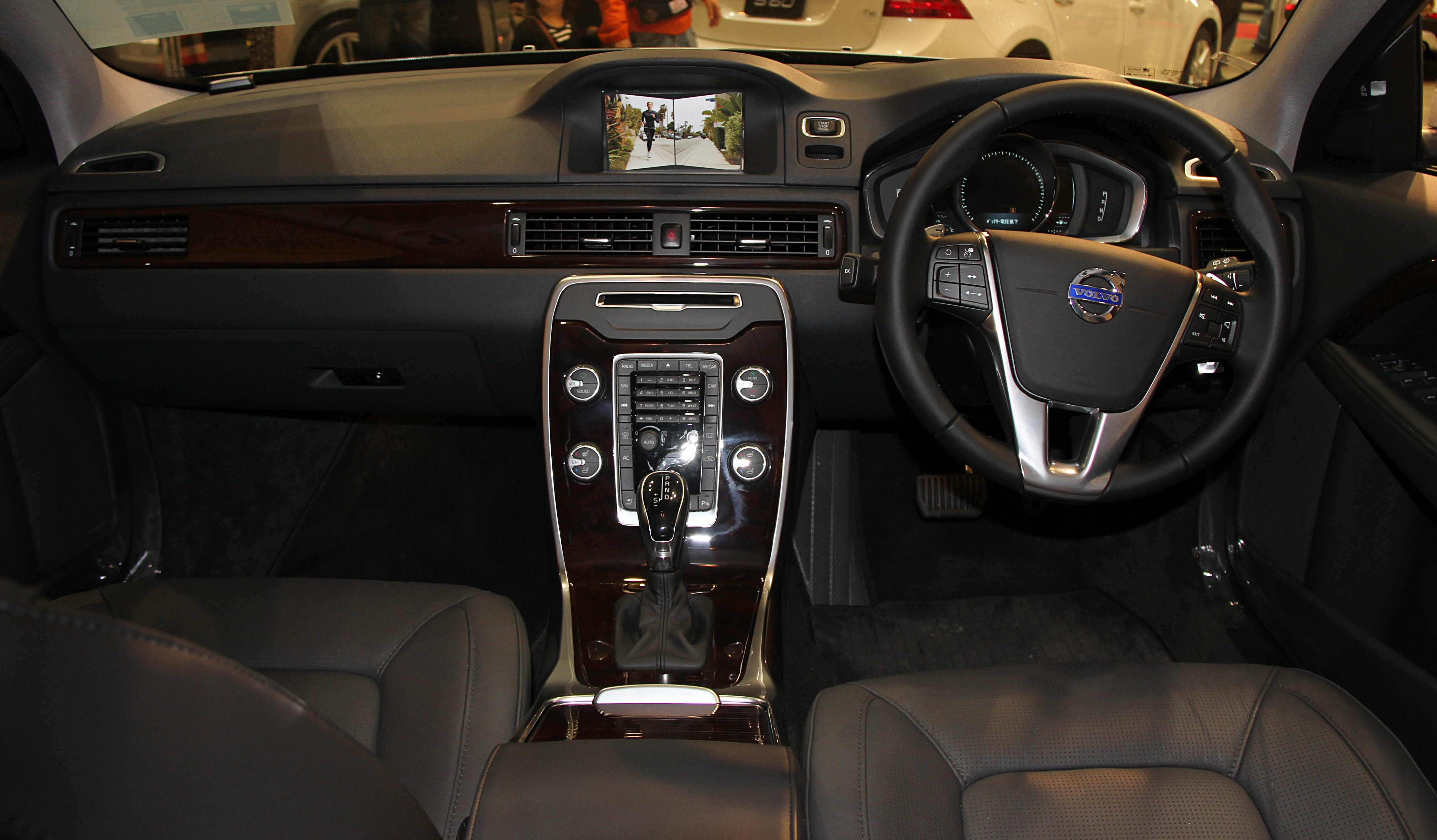
Interni della Volvo V70 dopo l’aggiornamento del 2011

Nel 2011, la V70 viene rivista soprattutto nella parte interna: in particolare per tutte le versioni viene introdotto un nuovo display informativo centrale da 7 pollici. Esso consente sia la gestione dell’impianto audio e di climatizzazione (sostituendo così lo schermo da 5,5 pollici posto in precedenza sotto le bocchette di climatizzazione) sia la gestione del navigatore (sostituendo così lo schermo a scomparsa). Inoltre anche la console centrale è stata rivista con una nuova disposizione dei comandi. Esteriormente invece le novità riguardano solo gli specchietti laterali (modificati e con indicatori di direzione LED), le modanature cromate sui finestrini laterali e i sottoporta verniciati nel colore della carrozzeria per tutte le versioni.  Vengono poi forniti di serie il City Safety e il Pedestrian Detection. Dal punto di vista dei motori il 2.4 litri diesel guadagna ulteriori 10cv raggiungendo i 215cv. Inoltre, viene messa a listino anche in Italia la versione 1.6 diesel con potenza portata a 115cv. Sul fronte dei motori a benzina, invece, debuttano i nuovi motori sovralimentati T4 e T5 con 180cv e 241cv.
Nel 2012 la gamma diesel viene riorganizzata, rinominando la precedente versione in D4, e introducendo la versione intermedia D3 da 136cv. 

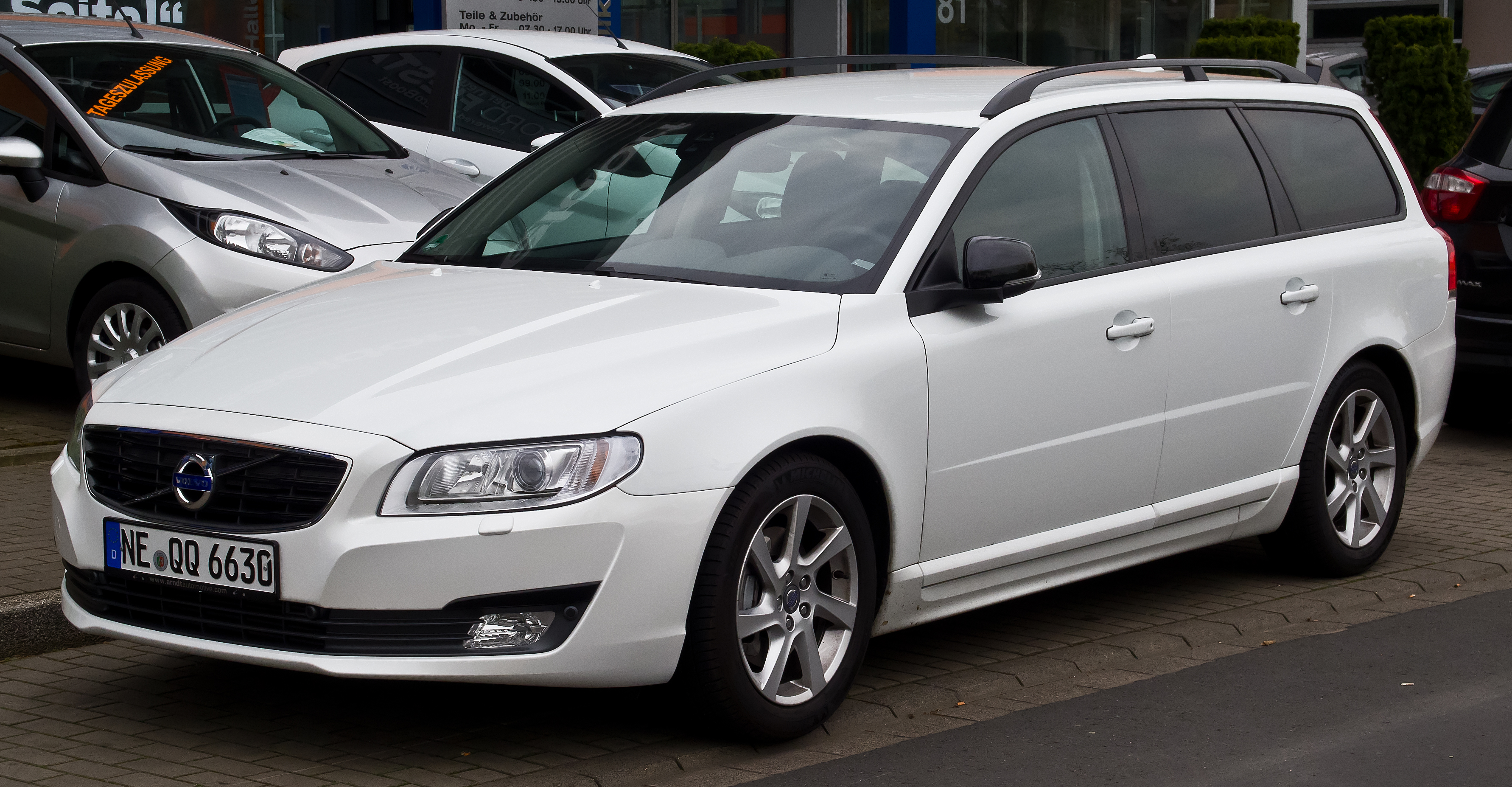
Volvo V70 dopo il restyling del 2013

A metà del 2013, la V70 è sottoposta a un restyling che coinvolge soprattutto la parte esterna. La griglia frontale, ora più arrotonda, presenta un nuovo disegno e maggiori cromature; i fari e i paraurti vengono rivisti e resi più filanti; i fendinebbia diventano quadrati e nella parte posteriore vengono aggiunti dei dettagli cromati sotto le luci e sotto il logo Volvo. Internamente invece, compare un nuovo quadro strumenti di tipo digitale.
Tra la fine del 2013 e il 2015 vi è un’ulteriore riorganizzazione della gamma diesel, con la progressiva sostituzione dei precedenti propulsori con i nuovi 4 cilindri 2.0 della serie VEA. In particolare, le nuove versioni D2, D3 e D4 saranno caratterizzate da potenze di 120cv, 150cv e 181cv.
Nel 2016 la produzione della V70 viene interrotta; essa verrà sostituita alla fine dello stesso anno dalla Volvo V90.

## Motorizzazioni
| Modello        | Disponibilità    | Tipo            | Cilindrata (cm³) | Potenza         | Coppia Massima (Nm) | 0–100 km/h (secondi) | Velocità max (Km/h) | Consumo medio (Km/l) | Emissioni CO2 (g/Km) |
| T4             | 01.2011-04.2013  | benzina         | 1596             | 132 KW (180 CV) | 240                 | 8,7                  | 210                 | 14,7                 | 157                  |
| 2.0 F          | 04.2008-05.2010  | benzina-etanolo | 1999             | 107 KW (145 CV) | 190                 | 11,3                 | 200                 | 10,0                 | 206                  |
| 2.0            | 05.2010-10.2010  | benzina         | 1999             | 107 KW (145 CV) | 190                 | 11,3                 | 200                 | 11,6                 | 206                  |
| 2.0 T          | 05.2010-04.2011  | benzina         | 1999             | 149 KW (203 CV) | 300                 | 8,3                  | 210                 | 12,3                 | 189                  |
| T5             | 01.2011-04.2013  | benzina         | 1999             | 177 KW (241 CV) | 320                 | 7,7                  | 230                 | 12,3                 | 189                  |
| 2.5 T          | 07.2007-04.2008  | benzina         | 2521             | 147 KW (200 CV) | 300                 | 8,1                  | 210                 | 10,7                 | 222                  |
| 2.5 FT         | 04.2008-04.2009  | benzina-etanolo | 2521             | 147 KW (200 CV) | 300                 | 8,1                  | 210                 | 10,6                 | 224                  |
| 2.5 FT         | 04.2009-10.2010  | benzina-etanolo | 2521             | 170 KW (231 CV) | 340                 | 8,1                  | 210                 | 11,4                 | 209                  |
| T6             | 07.2007-05.2010  | benzina         | 2953             | 210 KW (285 CV) | 400                 | 7,2                  | 245                 | 8,8                  | 270                  |
| T6             | 05.2010-04.2013  | benzina         | 2953             | 224 KW (304 CV) | 440                 | 6,9                  | 250                 | 9,8                  | 237                  |
| 3.2            | 07.2007-04.2008  | benzina         | 3191             | 175 KW (238 CV) | 320                 | 8,4                  | 235                 | 9,5                  | 251                  |
| 1.6 DRIVe / D2 | 04.2011-04.2015  | diesel          | 1560             | 84 KW (115 CV)  | 270                 | 11,9                 | 190                 | 22,2                 | 119                  |
| D2             | 04.2015-10.2015  | diesel          | 1969             | 88 KW (120 CV)  | 280                 | 12,6                 | 190                 | 23,2                 | 113                  |
| 2.0 D          | 10.2007-05.2010  | diesel          | 1997             | 100 KW (136 CV) | 320                 | 11,1                 | 200                 | 16,9                 | 157                  |
| D3             | 04.2012-04.2015  | diesel          | 1984             | 100 KW (136 CV) | 350                 | 10,6                 | 200                 | 22,2                 | 119                  |
| D3             | 04.2015-09.2016  | diesel          | 1969             | 120 KW (150 CV) | 320                 | 9,8                  | 205                 | 23,2                 | 113                  |
| D3             | 05.2010-10.2012  | diesel          | 1984             | 120 KW (163 CV) | 400                 | 9,9                  | 210                 | 18,2                 | 144                  |
| D4             | 04.2012-10.2013  | diesel          | 1984             | 120 KW (163 CV) | 400                 | 9,9                  | 210                 | 22,2                 | 119                  |
| D4             | 10.2013-09.2016  | diesel          | 1969             | 120 KW (181 CV) | 400                 | 8,6                  | 220                 | 23,2                 | 113                  |
| D4 AWD         | 04.2012 -04.2014 | diesel          | 2401             | 151 KW (163 CV) | 420                 | 10,8                 | 205                 | 15,2                 | 175                  |
| D4 AWD         | 04.2014 -10.2015 | diesel          | 2401             | 151 KW (181 CV) | 420                 | 9,4                  | 210                 | 15,2                 | 175                  |
| 2.4 D          | 10.2007-04.2009  | diesel          | 2401             | 120 KW (163 CV) | 340                 | 9,9                  | 210                 | 15,4                 | 172                  |
| 2.4 D          | 04.2009-05.2010  | diesel          | 2401             | 120 KW (175 CV) | 420                 | 9,9                  | 210                 | 16,7                 | 159                  |
| 2.4 D5         | 10.2007-04.2009  | diesel          | 2401             | 136 KW (185 CV) | 400                 | 8,9                  | 225                 | 15,4                 | 172                  |
| 2.4 D5         | 04.2009 -04.2011 | diesel          | 2401             | 151 KW (205 CV) | 420                 | 8,9                  | 225                 | 15,6                 | 169                  |
| 2.4 D5         | 04.2011 -04.2015 | diesel          | 2401             | 151 KW (215 CV) | 420                 | 8,2                  | 210                 | 19,6                 | 134                  |